# Пташиний грип

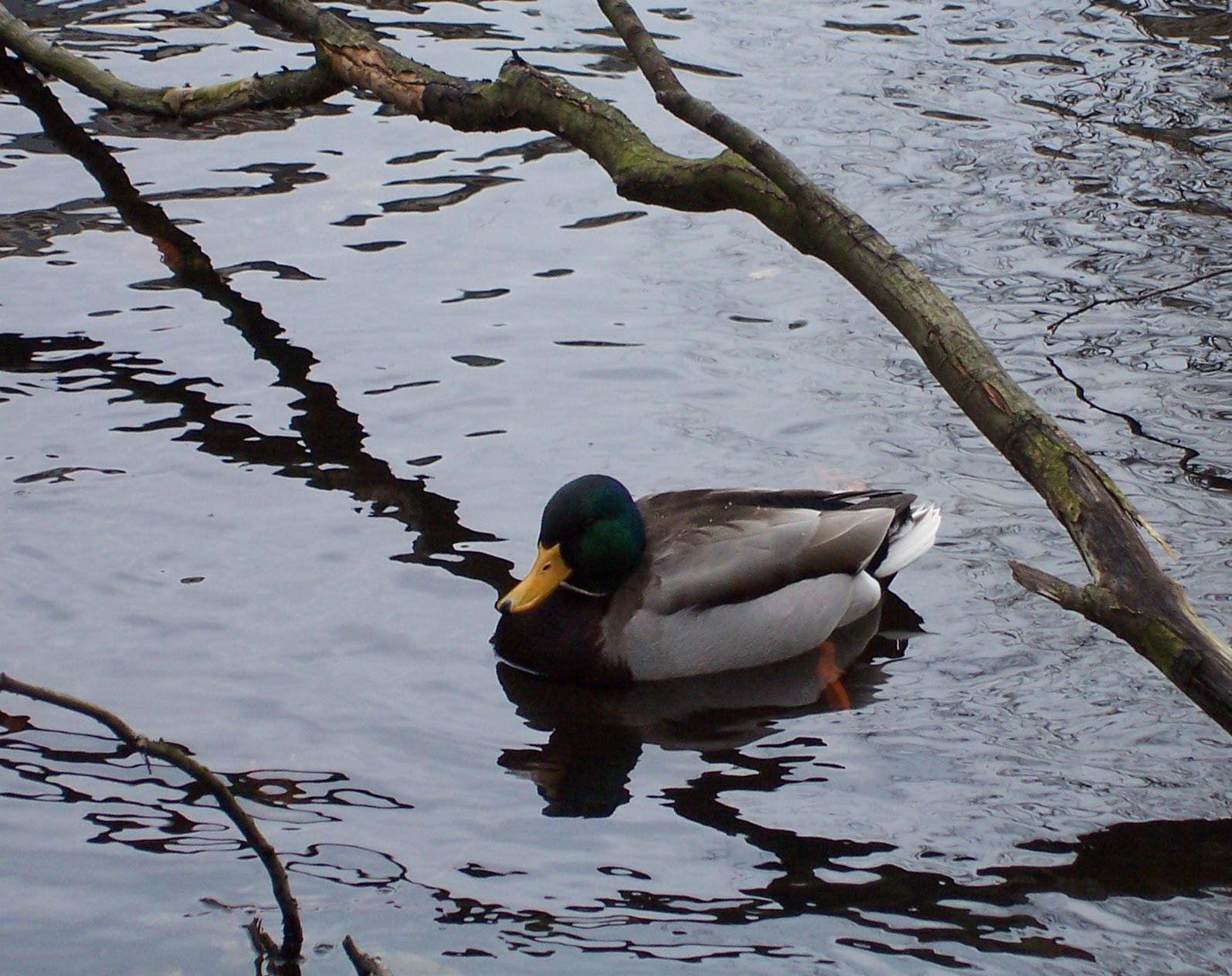
Вірус пташиного грипу переносять птахи

Грип пташи́ний (англ. avian influenza, bird flu) — різновид грипу, який уражає птахів (особливо сприйнятливі кури та індички), а також деякі види ссавців. Хворобу спричинюють 16 субтипів вірусу грипу типу А.
Вірус ідентифіковано в Італії на початку XX століття.
Перший підтверджений випадок зараження людей пташиним грипом трапився в Гонконзі 1997 року, коли субтип H5N1 спричинив тяжке респіраторне захворювання у 18 осіб, з яких 6 померли. Захворювання людей збіглися з епізоотією високопатогенного пташиного грипу і їх спричинив той самий субтип, який циркулював у домашніх птахів. Хворі мали тісний контакт з інфікованою домашньою птицею.
Спалахи пташиного грипу H5N1 тривали серед птахів і людей у В'єтнамі, Індонезії, Камбоджі, а також серед птахів — у Японії, Росії, Казахстані. 2005 року в Китаї зафіксували захворювання пташиним грипом серед гусей.
Спалахи в Росії і Казахстані свідчать про поширення вірусів H5N1 за межі свого первісного ареалу в країнах Південно-Східної Азії. За повідомленнями ВООЗ, незважаючи на значні запобіжні заходи, у багатьох районах В'єтнаму, Індонезії та у деяких районах Камбоджі, Китаю, Таїланду і, можливо, Лаосу продовжують виявляти вірус H5N1. Спалахи в Південно-Східній Азії, внаслідок яких загинуло чи було знищено понад 150 млн птахів, мали серйозні наслідки для сільського господарства і особливо для численних сільських жителів, що одержують засоби існування та продукти харчування зі своїх присадибних ділянок.
Спалахи пташиного грипу H5N1 серед домашніх птахів у Японії, Малайзії і Південній Кореї були успішно ліквідовані.
Випадки захворювання людей, більшість з яких сталися в сільських районах внаслідок прямого контакту з хворою або мертвою домашньою птицею, були підтверджені в багатьох країнах, зокрема у В'єтнамі, Таїланді, Камбоджі й Індонезії. .
За даними ВООЗ з грудня 2003 р. по 5 серпня 2005 р. у світі зареєстровано 112 випадків інфікування людей вірусом грипу птахів А (H5N1), із них 57 — з летальним результатом:
- В'єтнам — захворіло 90 осіб, з них померло 40;
- Таїланд — захворіло 17 осіб, з них померло 12;
- Камбоджа — захворіло 4 особи, з них померли всі;
- Індонезія — захворіла 1 особа, яка згодом померла.

З кінця липня 2005 року офіційні повідомлення з ряду країн свідчать про те, що ареал H5N1 розширився. У Російській федерації епізоотія грипу птахів зареєстрована на території 45 районів 7 регіонів (Новосибірська, Омська, Тюменська, Курганська, Челябінська області, Алтайський край і Калмикія). Захворювань людей, які контактували з ураженими птахами, не зареєстровано.
У Казахстані в декількох селах, які межували з осередком спалаху в Сибіру, сталися випадки захворювання серед домашніх птахів.
У біологічному матеріалі від домашніх птахів виявлені віруси грипу А (Н5N1). Генетичні дослідження установили його споріднення з вірусами, виділеними в Південно-Східній Азії, які спричинили масові епізоотії птахів, а також тяжкі захворювання людей, які контактували із зараженим птахом.
Влітку 2005 року спалахи інфекції зареєстровано у Туреччині, Греції та Румунії — за 10 км від українського кордону у дельті Дунаю. На прикордонному відтинку України з Румунією було запроваджено карантинні заходи.
В Україні епідемія пташиного грипу востаннє була зафіксована у 1963—1964 рр. в Харківській і Дніпропетровській областях.

## Субтипи вірусу
H5N1 — один з субтипів вірусів пташиного грипу. Перші сплахи відзначаються від 1997року. З того моменту були уражені (та померли) десятки людей; десятки мільйонів птахів уражено. Окрім цього субтипи H5N8, H7N1, H7N2, H7N7, H9N2, H10N7 спричиняють пташиний грип у людей.

## Зараження
Віруси пташиного грипу можуть інфікувати інші види тварин, а також людей. Люди заражаються пташиним грипом при тісному контакті з хворими домашньою птицею під час нагляду за ними, забою і обробки.
Природним резервуаром вірусу пташиного грипу і причиною заносу інфекції у домашні господарства є мігруючі водоплавні птахи — найчастіше дикі качки (завдяки своїй природній резистентності вони найменш сприйнятливі до інфекції і в процесі міграції можуть подолати значні відстані).
Хвороба в домашньої птиці перебігає дуже швидко. Буквально протягом 1-2 днів з моменту захворювання вона помирає.
Зараження у птахів відбувається респіраторним та респіраторно-фекальним шляхом або через шлунково-кишковий тракт.

### Особливості перебігу у птахів
Вірус миттєво інактивується при температурі в 100 °C, через 2-3 хвилини — при 65-70 °C, а при нагріванні до 50-60 °C — через 30-40 хв. Пташиний грип серед птахів часто перебігає без симптомів, але може спричинити зменшення яйценоскості, захворювання дихальної системи, а також проявлятися в гострій формі з летальним результатом.

## Профілактика
Від вірусу пташиного грипу слід оберігатися так само, як і від будь-якої іншої хвороби. М'ясо птиці, свинини, яке обробили термічно при 70 °C, позбувається збудника. Якщо м'ясо правильно обробити: чи то проварити, або термічно просмажити, або обробити відповідно у духовці, воно повністю стає придатним. У регіонах інтенсивно проходить вакцинопрофілактика грипу. Щеплення декретованих та означених контингентів відбувається за рахунок обласних та місцевих бюджетів, роботодавців працівників птахівницьких господарств, птаховиробництв, кошти фондів охорони праці підприємств, установ та організацій, а також соціального страхування та власні кошти населення. Станом на 1 листопада 2005 року в країні, було щеплено близько 60 000 осіб. Проводиться робота щодо розгортання госпітальних баз на випадок захворювань людей на Г п. та розвитку епідемії грипу. Вживаються заходи щодо забезпечення аптечних мереж широким асортиментом засобів екстреної профілактики та лікування грипу. Розгорнута широка робота з навчання медичних працівників з питань епідеміології, діагностики, клініки, лікування і профілактики пташиного грипу. Підготовлені і направлені в області для керівництва в роботі методичні матеріали з проблем пташиного грипу, проводяться науково-практичні конференції для організаторів охорони здоров'я, епідеміологів, інфекціоністів.

## Боротьба
Під час загрози пташиного грипу для запобігання інфікування домашньої птиці в індивідуальних господарствах необхідно усю домашню птицю перевести на закрите утримання, а у дворах встановити опудала, тріскачки, для відлякування диких птахів. В Україні у трьох районах Криму виявлено Г. п. — високопатогенний грип. Г. пташиний виявлений в с. Некрасовка Совєтського району, с. Омелянівка і с. Рясне Нижньогірського району, с. Завіт-Ленінський і с. Пушкіне Джанкойського району АРК. У районах виявлення Г.п. введено карантин на 45 днів. До цього часу вже налічено падіж більш ніж трьох тисяч домашніх птахів. Аби не допустити поширення вірусної інфекції, в селах увели карантинні обмеження, встановлено трьохкілометрову захисну зону. Також проводять щоденний аналіз захворювання на ГРВІ та грип, заборонено вивіз і ввіз живої птиці та продукції з карантинної зони. актів масової загибелі домашньої птиці на території інших районів Криму не зареєстровано. Інфікованих серед населення не виявлено. Людям виплачують матеріальні компенсації. Запроваджується статистична звітність про те, скільки в населеному пункті є птиці, що з нею відбулося за добу і з яких причин. Президент України Віктор Ющенко перебував 5 грудня з робочою поїздкою в постраждалих населених пунктах для знайомлення з ходом ліквідації наслідків надзвичайної ситуації. Координацію робіт з ліквідації наслідків надзвичайної ситуації на місці події здійснює оперативний штаб; у МНС — оперативна група. Загальну координацію дій здійснює міністр з питань надзвичайних ситуацій Віктор Балога. Як повідомили в Міністерстві з питань надзвичайних ситуацій, станом на 7:00 вівторка (6 грудня) вилучено 22 318 голів птиці.

### Міжнародна допомога Україні
У травні 2024 року Департамент довкілля, продовольства і сільського господарства (DEFRA) Сполученого Королівства Великої Британії та Північної Ірландії розпочав дистанційний аудит заходів нагляду, профілактики та контролю за пташиним грипом і хворобою Ньюкасла, які здійснює Державна служба з безпечності харчових продуктів та захисту споживачів (Держпродспоживслужба) України. Зонування території України щодо високопатогенного пташиного грипу надасть змогу вітчизняним виробникам постачати продукцію птахівництва власного виробництва з вільних від пташиного грипу територій країни, навіть з урахуванням чинних карантинних обмежень у зонах, де було зареєстровано випадки захворювання.

## Вакцинація
Дотепер не існувало спеціальної вакцини супроти пташиного грипу, однак для вакцинації застосовували звичайну вакцину проти грипу.